# Abbie Fleming
Pour les articles homonymes, voir Fleming.
Pas d'image ? Cliquez ici

b Matchs officiels uniquement.
Abbie Fleming, née le 31 mars 1996 est une joueuse internationale galloise de rugby à XV évoluant au poste de deuxième ligne.

## Biographie
Abbie Fleming naît le 31 mars 1996. En 2022 elle joue en club avec les Exeter Chiefs. Elle a déjà 4 sélections en équipe nationale quand elle est retenue en septembre 2022 pour disputer sous les couleurs de son pays la Coupe du monde de rugby à XV en Nouvelle-Zélande.
À l'automne suivant, elle est au nombre des trente joueuses qui partent dans cette même île participer pour le Pays de Galles au championnat WXV 2023.